# Apamea lithoxylea
Apamea lithoxylea là một loài bướm đêm trong họ Noctuidae.